# Gli sfiorati
Gli sfiorati è un film del 2011 scritto e diretto da Matteo Rovere, tratto dall'omonimo romanzo di Sandro Veronesi, con Andrea Bosca, Miriam Giovanelli, Claudio Santamaria, Michele Riondino, Massimo Popolizio.

## Trama
Il giovane Méte, grafologo affascinato dalla psicologia nascosta dietro la scrittura, è in una situazione imbarazzante: si ritrova a dover prendersi cura della sorellastra Belinda, diciassettenne adolescente, durante le seconde nozze del padre, unico punto in comune tra i due. Per evitare la situazione, Méte si finge occupato con Damiano, amico donnaiolo, e Bruno, collega e padre separato. Ma Méte dovrà decidersi ad affrontare la sorellastra.

## Distribuzione
Il film è stato distribuito nelle sale italiane il 2 marzo 2012 da Fandango, incassando 34000 € nel primo week-end e soffrendo la concorrenza di Posti in piedi in paradiso di Verdone.

## Riconoscimenti
- 2012 - Nastro d'argento
  - Premio Guglielmo Biraghi a Andrea Bosca
  - Nomination Migliore attore non protagonista a Michele Riondino